# Contemporary Fantasy
Contemporary Fantasy oder zeitgenössische Fantasy (selten auch Phantastik/Fantastik) ist ein Subgenre der Fantasy-Literatur.
Contemporary Fantasy bezeichnet Texte aus dem Bereich der Fantasyliteratur, in denen die reale Welt von phantastischen Elementen durchbrochen wird. Dies geschieht meist als eine Verquickung des Alltags der Gegenwart mit alten und modernen Mythen, etwa durch Einbindung übernatürlicher Kräfte und Fabelwesen, die aus dem Repertoire der Fantasy stammen. Auch das Auftreten von Göttern und ihren Boten ist nicht unüblich; Beispiele dafür sind Douglas Adams’ Der lange dunkle Fünfuhrtee der Seele und Neil Gaimans American Gods.

## Abgrenzung
Die Contemporary Fantasy unterscheidet sich von der Historical Fantasy (historische Fantasy) nicht nur durch den Gegenwartsbezug. Die zeitgenössische Fantasy umfasst maximal die Zeit vom ausgehenden 19. Jahrhundert bis heute. Der Schwerpunkt der meisten Romane liegt aber in einem modernen heutigen Setting, das oft dem städtischen Bereich mit seiner Schnelllebigkeit und seinen Konflikten entstammt. Im Gegensatz dazu ist die Historical Fantasy in einer lange vergangenen Zeit angesiedelt, in der den Mythen noch eine reale Bedeutung und Göttern und Magiern noch eine reale Macht zugeschrieben worden ist. In Werken der zeitgenössischen Fantasy wird sie als eine im Schwinden begriffene und von den meisten Menschen kaum mehr bemerkte Macht dargestellt. Helmut W. Pesch schreibt dazu: Diese Art Fantasy spielt in unserer Realität, in welcher (sic!) die Magie einbricht – aber in einer Art und Weise, dass sie als damit vereinbar angesehen wird.
Gelegentlich verschmelzen reale und phantastische Welt aber nicht miteinander, sondern berühren sich nur, etwa wenn der Held durch magische Tore oder Rituale in eine Fantasywelt übertritt, wie in der Chronik von Thomas Covenant dem Zweifler von Stephen R. Donaldson oder in Michael Endes Unendlicher Geschichte. Diese Erzählungen und Romane, in denen eine phantastische Welt völlig eigenständig neben der Alltagswelt existiert, werden von manchen Literaturwissenschaftlern und Kritikern nicht der eigentlichen Contemporary Fantasy zugerechnet. Die moderne Welt bildet hier nur den Ausgangspunkt einer Rahmenhandlung, in der der Held einer Geschichte in eine Fantasy-Welt mit eigenständigen Schauplätzen, Figuren und Regeln eintritt, die die Alltagswelt nicht beeinflussen.

## Urban Fantasy
Eine verbreitete Spielform der Contemporary Fantasy ist die Urban Fantasy, bei der die „reale“ Handlung im städtischen Raum stattfindet. Oft werden beide Bezeichnungen, nicht zuletzt wegen der schwierigen Abgrenzung, auch synonym verwendet.

## Bekannte Vertreter
- Ben Aaronovitch: Die Flüsse von London
- Douglas Adams: Der lange dunkle Fünfuhrtee der Seele
- Jim Butcher: Die dunklen Fälle des Harry Dresden
- Cassandra Clare: Chroniken der Unterwelt
- Michael de Larrabeiti Borribles-Trilogie
- Stephen R. Donaldson: Thomas Covenant der Zweifler
- Michael Ende: Die unendliche Geschichte
- Jasper Fforde: Der Fall Jane Eyre
- Neil Gaiman: Niemalsland
- Kevin Hearne: Die Chronik des Eisernen Druiden
- Markus Heitz: Oneiros, Des Teufels Gebetbuch, Aera, Exkarnation
- Wolfgang Hohlbein: Das Druidentor, Das Buch
- Ralf Isau: Das Museum der gestohlenen Erinnerungen
- C. S. Lewis: Die Chroniken von Narnia
- Sergei Lukjanenko: Wächter-Romane
- Richelle Mead: Vampire Academy
- Kai Meyer: Arkadien-Reihe
- Stephenie Meyer: Biss zum Morgengrauen
- Martin Millar: Kalix, Werwölfin von London
- Philip Pullman: His Dark Materials
- Joanne K. Rowling: Harry Potter
- Matt Ruff: Fool on the hill
- Andreas Steinhöfel: Der mechanische Prinz
- Claudia Toman: Hexendreimaldrei, Jagdzeit